# Forte Jesus
Il forte Jesus  di Mombasa è un forte rinascimentale. Dal 2011 è stato inserito tra i patrimoni dell'umanità dell'UNESCO.

## Descrizione
Il forte, costruito dei portoghesi tra il 1593 e il 1596 su progetto di Giovanni Battista Cairati allo scopo di proteggere il porto di Mombasa, è uno dei migliori e meglio conservati esempi di fortificazioni militari portoghesi del XVI secolo. L'organizzazione e la forma riflette l'ideale rinascimentale che sosteneva che la proporzione perfetta e la geometria armoniosa si potessero trovare nel corpo umano. L'area del forte con gli annessi copre un'area di 2,36 ettari.
Forte Jesus fu catturato e riconquistato almeno nove volte tra il 1631, quando cadde nelle mani del sultano Yusuf ibn al-Hasan di Mombasa e il 1895 quando cadde sotto il dominio britannico e fu trasformato in prigione. Quando i portoghesi lo riconquistarono nel 1632, lo ristrutturarono e costruirono altre fortificazioni, rendendo successivamente più difficile la caduta del forte. Il forte fu oggetto di un epico assedio di due anni dal 1696-98 ad opera degli arabi dell'Oman, guidati da Saif bin Sultan. La cattura del forte segnò la fine della presenza portoghese sulla costa, anche se i portoghesi catturarono e rioccuparono brevemente il Forte tra il 1728 e il 1729 con l'aiuto delle città-stato Swahili. Il Forte cadde sotto il dominio di signori locali tra il 1741 e il 1837, quando fu nuovamente catturato dagli Omaniti e usato come caserma, prima della sua occupazione da parte degli inglesi nel 1895, dopo la nascita del Protettorato del Kenya.
Forte Jesus è stato dichiarato parco nazionale nel 1958 e nel 2011 è stato dichiarato Patrimonio dell'Umanità dall'UNESCO ed è considerato uno degli esempi più notevoli e meglio conservati di architettura militare portoghese del XVI secolo. Il forte è l'attrazione turistica più visitata di Mombasa.

## Galleria d'immagini

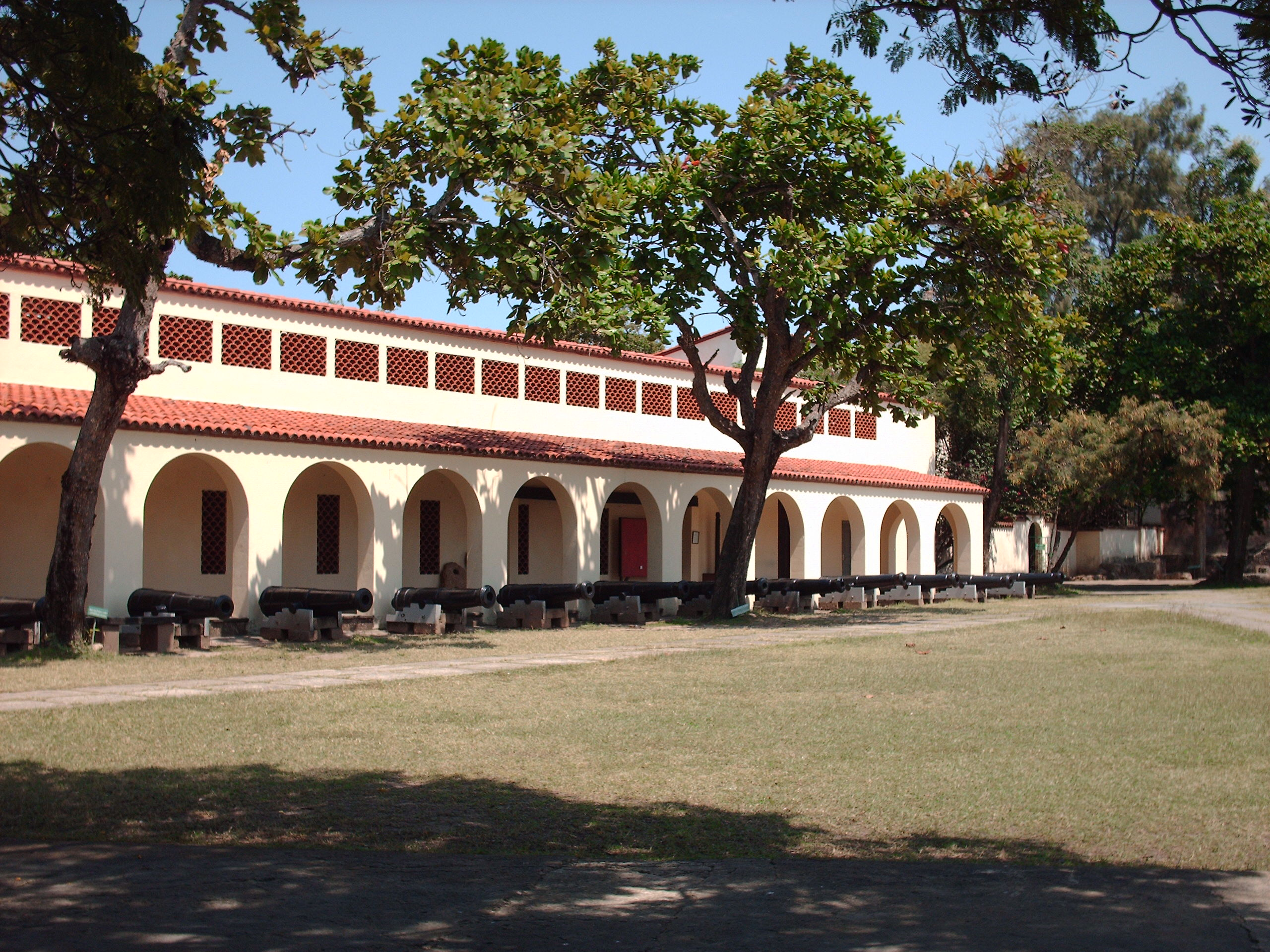
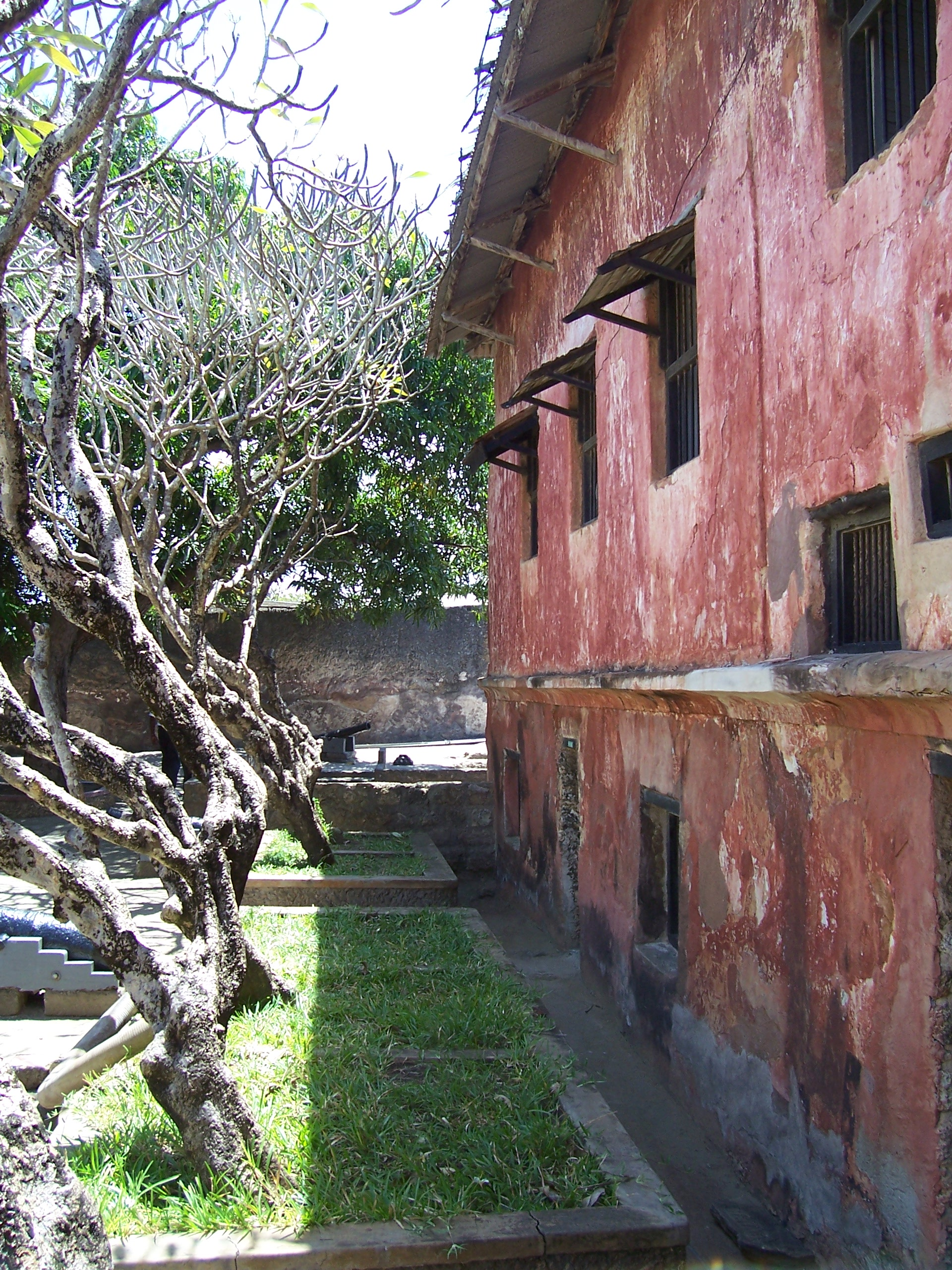
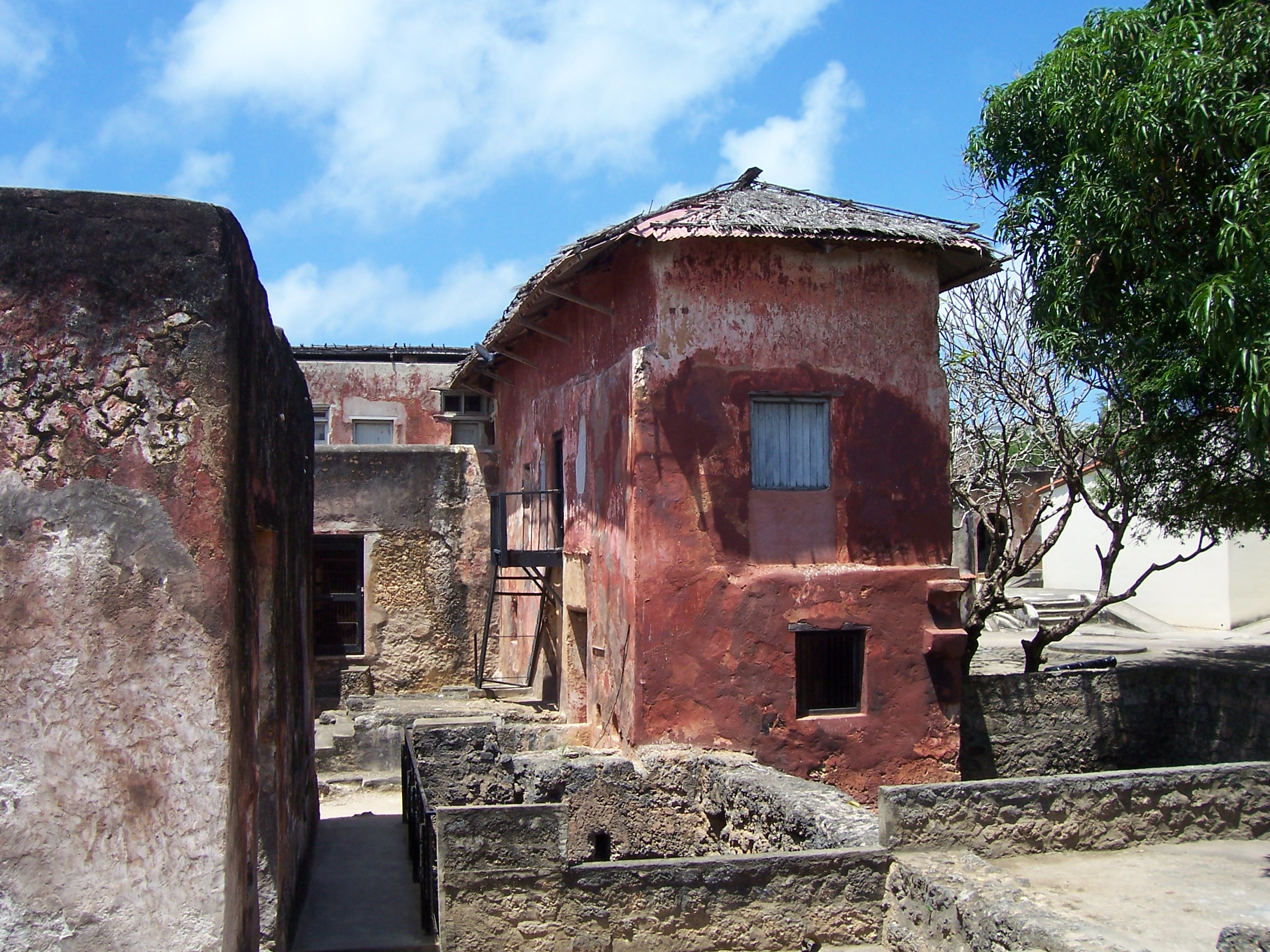
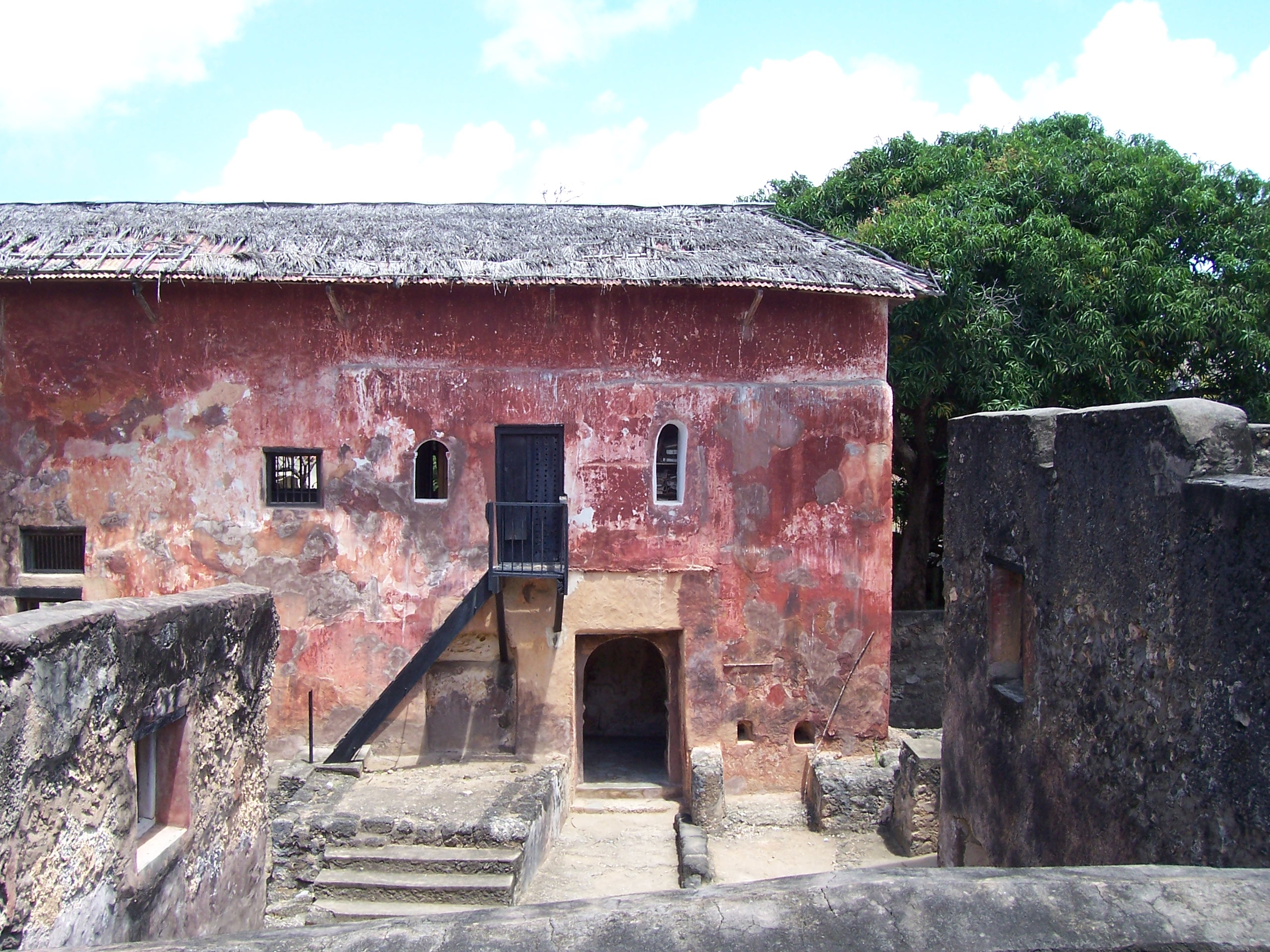
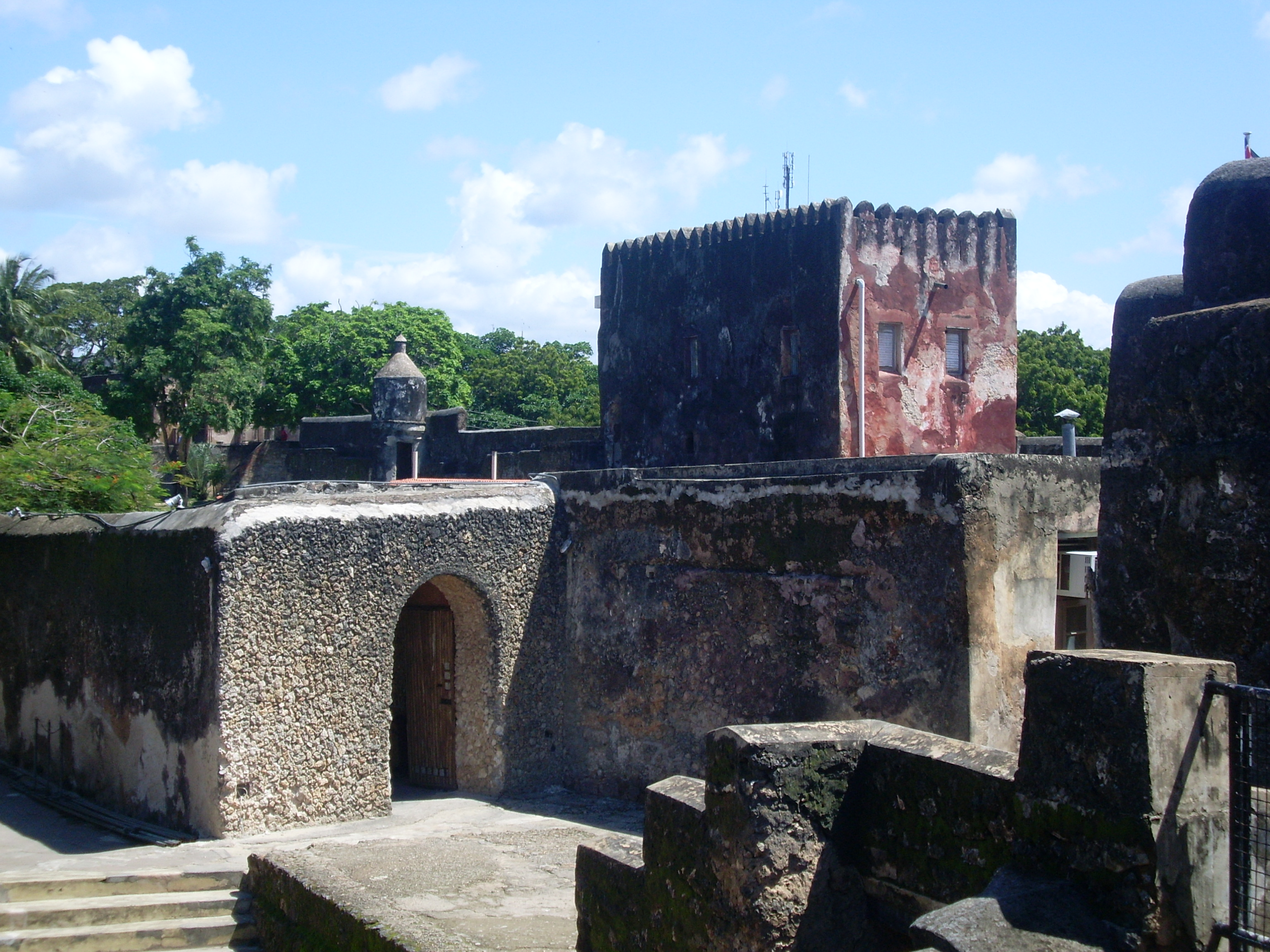
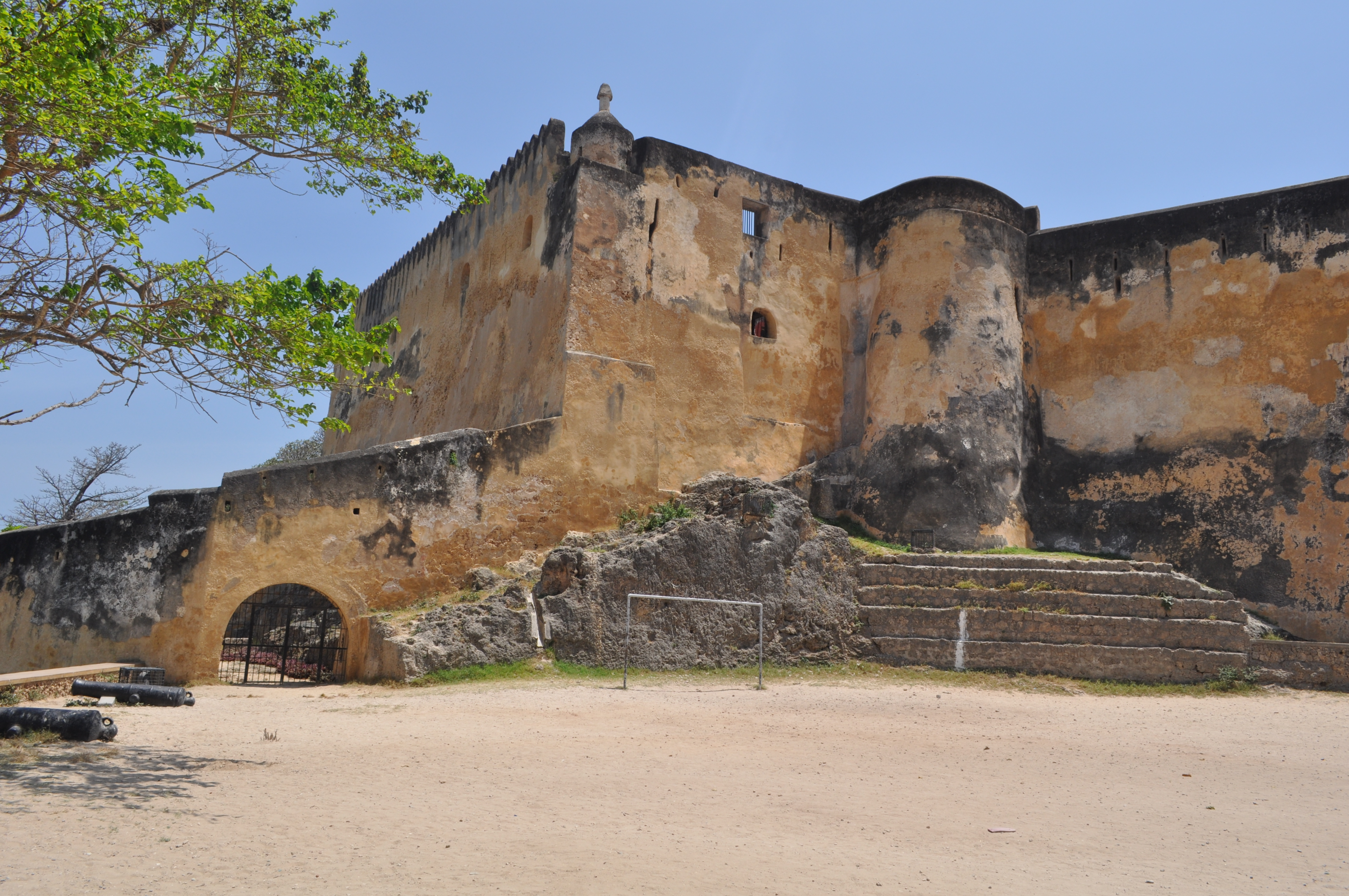
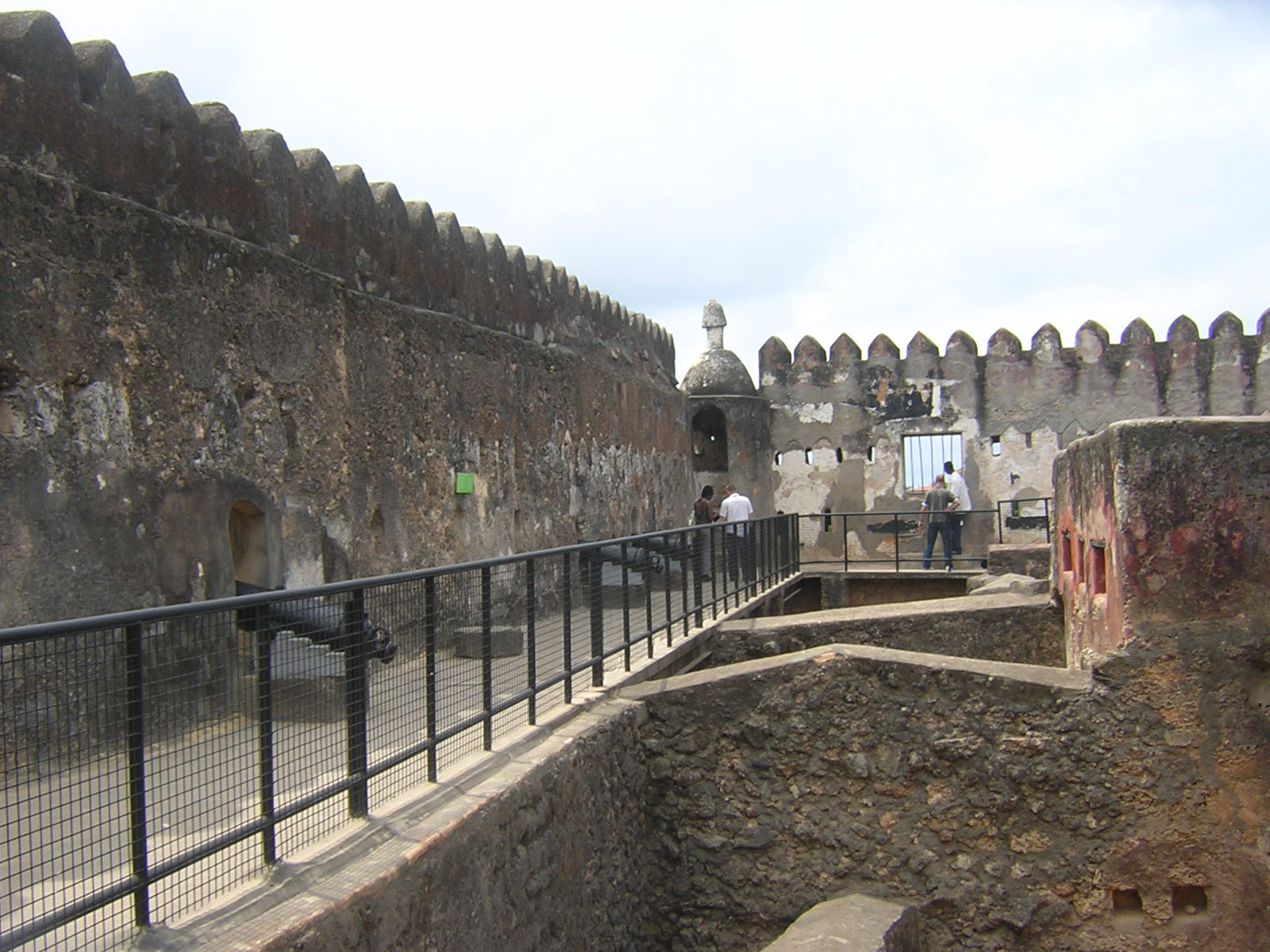